# Psihološko testiranje

## VPLIV MOTIVACIJSKIH IN ČUSTVENIH DEJAVNIKOV NA TESTIRANJE
Motivacija in čustva sta pomembna dejavnika, ki vplivata na to, koliko napora bo posameznik vložil v izpolnjevanje in sodelovanje pri določenem  psihološkem testu. 

### MOTIVACIJSKI DEJAVNIKI TESTIRANJA
V okviru motivacije pri testiranju lahko govorimo o testni motivaciji, ki je definirana kot stopnja do katere se posameznik potrudi in da vse od sebe s ciljem, da bi natančno pokazal, kaj v resnici zmore in zna.. Pri proučevanju testne motivacije se srečamo z dvema različnima teorijama, ki proučujeta napor, ki ga bo posameznik vložil v izpolnjevanje vprašalnika.

#### Teorija pričakovanja in vrednosti
Po teoriji pričakovanja in vrednosti naj bi bilo to, koliko napora bo posameznik vložil v izpolnjevanje nekega vprašalnika, odvisno od
vrednosti in pričakovanja uspeha. Vrednost se nanaša na prepričanja, ki jih ima posameznik v zvezi s tem, zakaj bi moral izpolnjevati določene naloge. Torej od tega kako pomembno se zdi posamezniku določeno testiranje in naloge, ki jih mora narediti. Pričakovanje uspeha pa se nanaša na posameznikovaa prepričanja in sodbe o tem, kako bo lahko uspešen, oziroma kako uspešno bo naloge lahko rešil. Kasneje so različni avtorji dodali še dva pomembna dejavnika, ki vplivata na našo motivacijo za reševanje. To naj bi bila naša čustva (interesi) ter naša ocena tega, koliko napora bomo morali vložiti v testiranje.. 
Raziskave so tako pokazale, da smo pri težjih nalogah manj motivirani, saj zahtevajo več napora in pričakujemo, da bomo manj uspešni. Prav tako naj bi bili posamezniki manj motivirani za naloge, kjer morajo sami oblikovati odgovor. Pri teh nalogah morajo namreč vložiti več napora kot pa pri nalogah, kjer le izbirajo med odgovori..

#### Teorija utrujenosti
Teorija utrujenosti motivacijo za testiranje razlaga na podlagi utrujenosti. Z dolžino testa in zahtevnostjo nalog naj bi bil posameznik vedno bolj utrujen zato se bo vedno bolj dolgočasil in lahko tudi prenehal z reševanjem ali ne bo prišel na naslednje testiranje. Dlje kot torej posameznik sodeluje pri testiranju, bolj se zmanjšuje njegova motivacija. Napor, ki ga bo posameznik vložil v testiranje je torej odvisen od dolžine testiranja in s tem povezane utrujenosti.Prav tako je to, kje se postavka v testu nahaja, povezano z motivacijo. Testiranci naj bi bili nižje motivirani za postavke na koncu testa in bolj za prve postavke v testu..

#### Problematika nizke motivacije
Pri psihološkem testiranju se tako pojavi problem, kadar posamezniki niso motivirani ali pa so nizko motivirani. To vpliva na to, da po naključju odgovarjajo na vprašanja, želijo čim prej končati z reševanjem in posledično rezultati niso veljavni in uporabni.
To se po navadi zgodi pri vprašalnikih in testih za razne raziskovalne namene. To so pomembni podatki za institucije, udeleženci pa od tega nimajo nobenih posebnih koristi. Zato se posamezniki po navadi ne potrudijo, kot najbolje zmorejo. Rezultati takšnih testov tako ne kažejo tega, kaj ljudje v resnici zmorejo in lahko. Pri postopku testiranja v teh primerih govorimo o nizki motivaciji za testiranje.
Nizka testna motivacija tako vpliva na to, da nam rezultat vprašalnika pokaže zgolj kaj posameznik zmore z minimalnim naporom. Takšni testni rezultati zato lahko podcenjujejo stopnjo sposobnosti posameznika. Poleg tega združevanje rezultatov več posameznikov vodi do  pristranskih informacij o sposobnostih ali znanju testirancev.. 

Posameznike lahko torej razdelimo na tiste, ki so v večji meri motivirani za testiranje in na tiste, ki so motivirani v manjši meri. Ker vemo, da lahko nizka motivacija vpliva na ustreznost rezultatov, lahko pri teh posameznikih uporabimo alternativne postopke (npr. intervju). Poleg tega lahko spremenimo način ocenjevanja tako da zvišamo posledice, ki jih ima sodelovanje za posameznika - da imajo od tega torej neko korist. To lahko dosežemo že s tem, da zagotovimo udeležencem povratne informacije o tem, kaj smo ugotovili. Naslednja stvar je, da dodamo spodbude (npr. plačilo za sodelovanje) ali da uporabimo načine, ki bolj notranje motivirajo (npr. računalniško testiranje). Poleg tega poskrbimo za to, da testi niso preveč zahtevni, da ne trajajo predolgo in poskrbimo za odmore..

### REFERENCE
<references>
Wise, S.L. in DeMars C.E.(2003). Examinee motivation in low-stakes assessment: Problems and potential solutions. Paper presented at the annual meeting of the American Association of Higher Education Assessment Conference, Seattle.
Wise, S.L. in DeMars C.E.(2003). Examinee motivation in low-stakes assessment: Problems and potential solutions. Paper presented at the annual meeting of the American Association of Higher Education Assessment Conference, Seattle.
Wise, S.L. in DeMars C.E.(2003). Examinee motivation in low-stakes assessment: Problems and potential solutions. Paper presented at the annual meeting of the American Association of Higher Education Assessment Conference, Seattle.
Barry, C. L. in Finney, S. J. (2009) Exploring change in test-taking motivation. Paper presented at 2009 annual meeting of the Northeastern Educational Research Association.
Smith, J.A. (1997). An examination of test-taking attitudes and response distortion on a personality test.
Duckwortha, A.L., Quinnb, P.D., Lynamc,D.R., Loeberd,R. in Stouthamer-Loeberd, M. (2010). Role of test motivation in intelligence testing.
1. 1 2 3  Wise, S.L. in DeMars C.E.(2003, Junij). Examinee motivation in low-stakes assessment: Problems and potential solutions. Paper presented at the annual meeting of the American Association of Higher Education Assessment Conference, Seattle.
2. ↑  Barry, C. L. in Finney, S. J. (2009) Exploring change in test-taking motivation. Paper presented at 2009 annual meeting of the Northeastern Educational Research Association.
3. ↑  Smith, J.A. (1997). An examination of test-taking attitudes and response distortion on a personality test.
4. ↑  Duckwortha, A.L., Quinnb, P.D., Lynamc,D.R., Loeberd,R. in Stouthamer-Loeberd, M. (2010). Role of test motivation in intelligence testing.